# 스트라차텔라 (아이스크림)

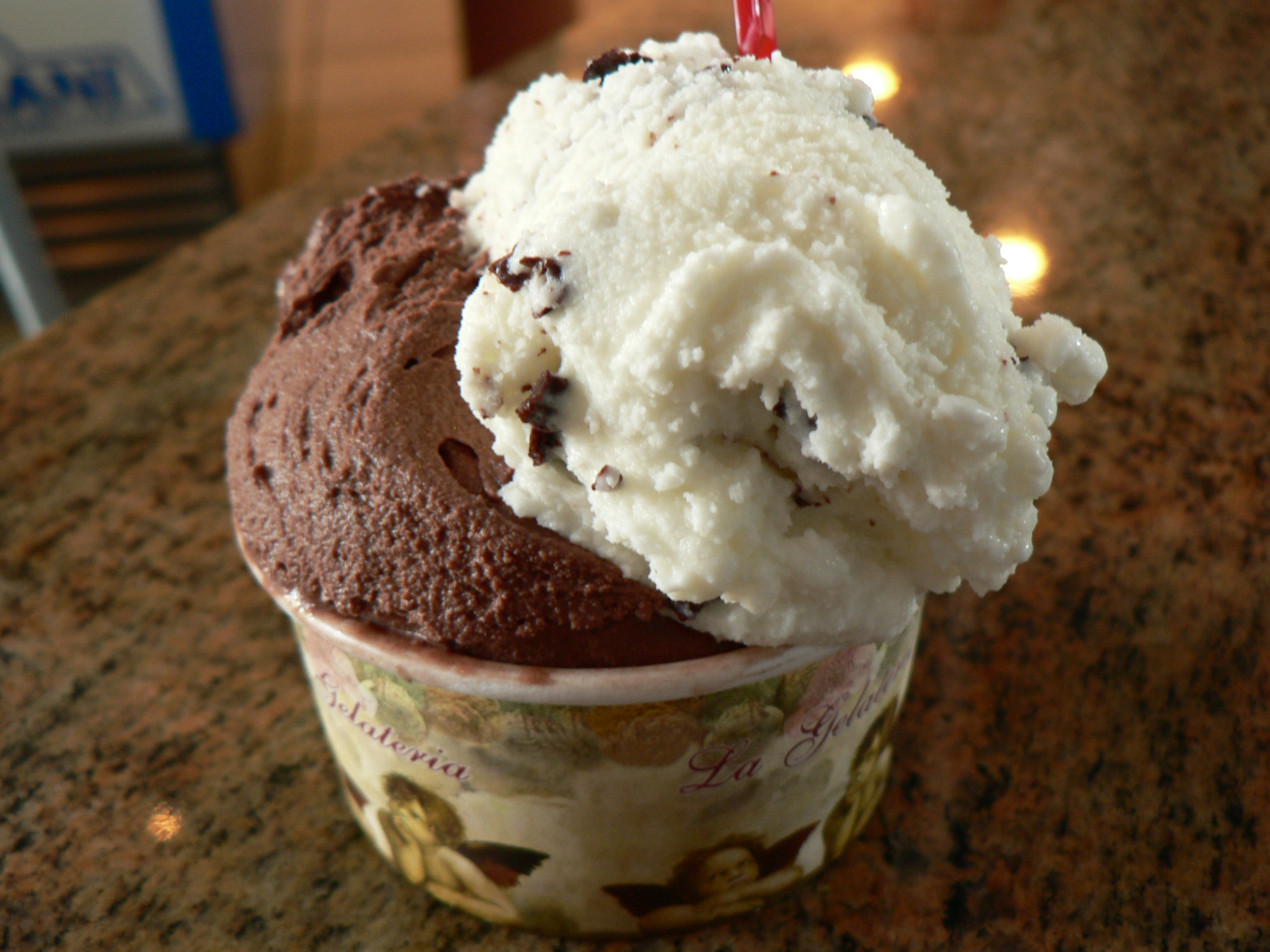
초콜릿 아이스크림 위의 스트라차텔라

스트라차텔라(Stracciatella, 이탈리아어 발음: [strattʃaˈtɛlla])는 우유 기반 아이스크림과 미세하고 불규칙한 초콜릿 부스러기로 구성된 다양한 젤라토이다. 이 제품은 원래 이탈리아 북부 베르가모의 리스토란테(Ristorante)에서 만들어졌다. 1961년 라 마리아나(La Marianna). 로마 전역에서 인기가 높았던 계란과 국물을 넣어 만든 스트라치아텔라 수프에서 영감을 받았다. 이탈리아의 가장 유명한 젤라토맛 중 하나이다.

## 설명
제조사는 휘젓는 과정이 끝날 무렵 녹은 초콜릿을 일반 우유 아이스크림에 뿌려 효과를 낸다. 초콜릿은 차가운 아이스크림과 접촉하자마자 굳어지고, 주걱으로 부서져 아이스크림에 섞이게 된다. 이 과정을 통해 스트라차텔라라는 이름이 붙은 초콜릿 조각이 생성된다. (이탈리아어로 스트라차텔라는 '작은 조각'을 의미한다.) 스트라차텔라 아이스크림에는 전통적으로 우유, 아이스크림, 밀크 초콜릿이 포함되어 있지만 바닐라와 다크 초콜릿을 사용하여 현대적인 변형도 만들 수 있다.